# 聯邦星艦企業號 (NCC-1701-A)

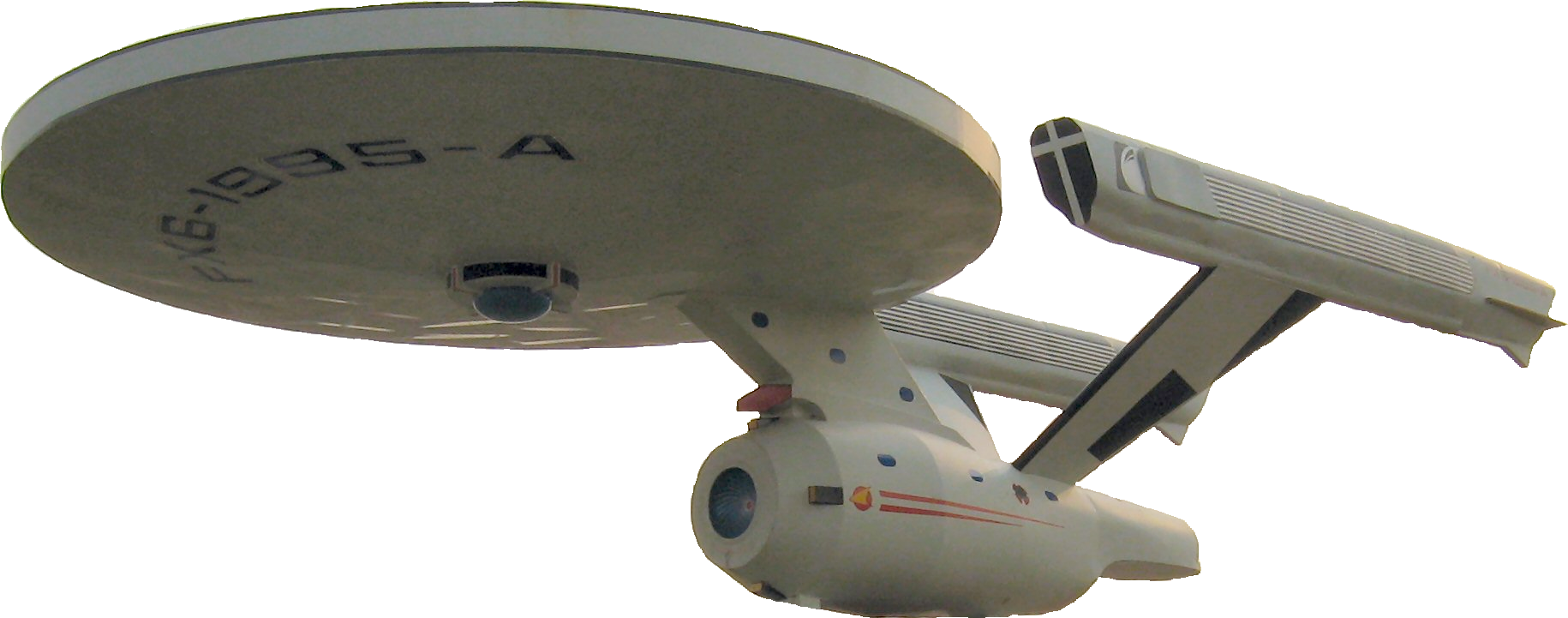
USS Enterprise NCC-1701 外觀

聯邦星艦企業號 (NCC-1701-A)於2286年服役，是一艘憲法級星艦，出現在《星际旅行》的虛擬宇宙中；於電影《搶救未來》最末後交由剛降級為上校的詹姆斯·柯克領導，用以取代已毀的原型企業號 (NCC-1701)，外觀上和原型企業號一樣，而用以保留同一番號。
而在重启时间线的2016年電影《浩瀚無垠》，则由于原企業號 (NCC-1701)遭到身份不明的外星人攻擊，導致完全受損，最终企业号重建由本舰代替。

## 設定
影迷們推敲這艘船艦原先是聯邦星艦約克鎮號(NCC-1717)，而後改名為企業號-A。然而這推論的基礎僅僅是系列創作者金·羅丹貝利的一項意見而已，在電影內容之前並無任何堅實的證據說明該船的歷史。
更甚者約克鎮號後來還出現在Michael Jan Friedman所寫的《銀河飛龍》小說《Crossover》，是一艘未改裝的憲法級星艦，在《搶救未來》後某個時間點還列入後備隊。

## 外部連結
- USS Enterprise (NCC-1701-A) 在阿尔法记忆的相关页面（一個的Wiki網站）